# Manuel Sanchis i Marco
Manuel Sanchis i Marco (Valencia; 1955), es profesor titular jubilado de Economía Aplicada de la Universidad de Valencia y economista jubilado de la Comisión Europea.

## Biografía
- Cursó estudios de economía en la Universidad Comercial de Deusto (1972-73). Es Licenciado en Ciencias Económicas por la Universidad de Valencia (1977). En 1979-1980, amplió estudios de posgrado en economía europea y obtuvo el Diploma de Altos Estudios Europeos por el Colegio de Europa (Brujas). En 1984, obtuvo el grado de Doctor en Economía (Cum Laude) con la tesis titulada La integración monetaria de España en el sistema monetario europeo por la Universidad de Valencia y obtuvo el Premio a la mejor Tesis Doctoral otorgado por la Facultad de Economía de la Universidad de Valencia (1983-84). Realizó con éxito los cursos Macroeconomía I, Macroeconomía II, y Econometría en la Summer School de la London School of Economics and Political Science (1995-1996-1999).

- Es Licenciado en Filosofía por la Universidad de Valencia (2012), Master en Ética y Democracia (2013). En 2018, obtuvo el grado de Doctor en Filosofía (Cum Laude, mención internacional) con la tesis titulada "La justicia en economía: racionalidad económica y criterios de demarcación del Estado Social de Justicia", por la Universidad de Valencia.

- Ha sido Profesor Titular de Economía Aplicada de la Universidad de Valencia (1986-2022). Contratado como Adjunct Professor en el Master in European Studies de Universitaire Faculteiten Sint-Ignatius Antwerpen (UFSIA) de la Universidad de Amberes (1990-1992). Durante el curso 1993-1994, fue seleccionado por la Comisión Europea y obtuvo un fellowship para realizar una estancia de investigación como Guest Scholar en el think tank americano Institución Brookings (The Brookings Institution, Washington, D.C.).  Ha sido Miembro de Expert Advisory Group (EAG) for Socio-economic Sciences and Humanities del 7º Programa Marco de la Unión Europea (2007-13). Durante 2012-2013 fue invitado como External Guest Speaker en el Master in European Public Affairs de la Maastricht University y del Instituto Europeo de Administración Pública (EIPA, Maastricht). En 2018, el profesor Sir Paul Preston tuvo la gentileza de invitarle como Visiting Researcher de la London School of Economics and Political Science, en el Cañada Blanch Center for Contemporary Spanish Studies.

- Tras su reincorporación en 2005 a la Universidad de Valencia, ha impartido docencia en Economía Española en inglés, español y valenciano y en Economía de la Unión Europea para grupos de Business Administration (ADE) y de Ciencias Económicas. De igual modo, ha impartido durante varios años un curso sobre EU Labour Markets in the Context of the Eurozone, dentro del Master de internacionalización Económica de la Universidad de Valencia. Asimismo, ha impartido International Financial Markets en inglés y español dentro de los estudios de International Business de la Universidad de Valencia.

- Ha obtenido tres sexenios de investigación por la CNEAI.

- Durante 1986-1998, y tras obtener por oposición pública y competitiva una plaza de funcionario de la Comisión Europea, trabajó en la Dirección General de Economía y Finanzas (DG ECFIN). En el período 1986-1990, preparó informes dirigidos al Comité Monetario y al Comité de Política Económica sobre la situación económica y monetaria de España, el Reino Unido y Portugal. En 1989-90 representó a la Comisión Europea en el Subcomité de Política Monetaria de los Bancos Centrales de la CE (Basilea). Durante 1991-1994, elaboró análisis sobre la industria europea del seguro, fondos de pensiones y seguros de crédito a la exportación para el programa del Mercado Único. Durante 1994-96, realizó previsiones económicas de otoño y primavera para Italia. Durante 1997-98, actualizó el modelo macroeconómico de la Dirección General ECFIN de ajuste cíclico de saldos fiscales para los países de la UE y supervisó el Procedimiento de Déficit Excesivos para Alemania, España, Austria, Reino Unido y Luxemburgo.

- De 1998 a 2005, pasó a trabajar en la Dirección General de Empleo y Asuntos Sociales. De 1998 a 2002, analizó el mercado de trabajo y las políticas de empleo. Preparó varias cumbres de los Ministros de Trabajo del G-8, y trabajó en la Estrategia de Lisboa y en las Orientaciones para el Empleo. Fue coautor de la Comunicación Employment and social policies: a framework for investing in quality, [COM (2001) 313 final] sobre calidad en el trabajo. Preparó indicadores de la calidad laboral para el Consejo Europeo de Laeken de diciembre de 2001. Construyó indicadores sintéticos de la flexibilidad y adaptabilidad del mercado de trabajo, y evaluó los sistemas de imposición y prestaciones sociales de para todos los países de la UE. Durante 2002-2005, elaboró análisis para el Comité de Protección Social. Fue autor de la Comunicación de la Comisión Cómo hacer que el trabajar sea rentable [COM (2003) 842 final]) adoptada por la Comisión en diciembre de 2003. Asimismo, fue autor, conjuntamente con los entonces países candidatos, de los Joint Inclusion Memorandum (JIM) para Chipre, Hungría, Malta, Polonia, y Eslovenia, firmados por la Comisaria de Empleo y los ministros de asuntos sociales en la Conferencia Ministerial del 18 de diciembre de 2003. En 2004, redactó la Comunicación de la Comisión sobre el Informe de Síntesis de los JIM en los países candidatos. Durante 2004-2005, preparó el primer borrador de la Comunicación de la Comisión sobre Esquemas de renta mínima garantizada para la integración de las personas excluidas en el mercado de trabajo (Art. 137 del Tratado).

- Entre sus últimos trabajos destacan Miseria de la economía. Anatomía filosófica de una racionalidad vacía (Trea, 2023); El fracaso de las élites. Lecciones y escarmientos de la Gran Crisis (Pasado & Presente, 2014); The economics of the monetary union and the eurozone crisis (Springer, 2013); Falacias, dilemas y paradojas. La economía de España: 1980-2010 (PUV, 2011); Falacias, dilemas y paradojas. Píldoras para el buen dormir del economista (PUV, 2007); y, La peseta ante el sistema monetario europeo (Alfons el Magnànim, 1988). Publica regularmente artículos en revistas profesionales y especializadas; es columnista habitual en El País, y concede entrevistas en la radio y la televisión españolas y, en ocasiones, extranjeras.

## Premios, becas y distinciones
1. 1993-94: Comisión Europea. Fellowship otorgado por la Comisión Europea para desarrollar un programa de investigación como Guest Scholar en la Institución Brookings (The Brookings Institution).
2. 1990: Osaka Junior Chamber. TOYP Fellow del Ten Outstanding Young People Programme
3. 1984: Premio Extraordinario de Doctorado a la mejor Tesis Doctoral del año académico 1983-84 otorgado por la Facultad de Economía de la Universidad de Valencia.
4. 1983-84: Comisión Europea. Beca otorgada a jóvenes profesores para desarrollar un trabajo de investigación sobre integración Europea.
5. 1979-80: Banco Urquijo. Beca para estudios de posgrado en el Colegio de Europa, Brujas.

## Libros
1. (2024): The Poverty of Economics. The Philosophical Anatomy of an Empty Rationality Manuel Sanchis i Marco, Dordrecht, Ethical Economy, Studies in Economic Ethics and Philosophy, Springer, 141 pp., ISBN 978-3-031-69721-0.
2. (2023): Miseria de la economía. Anatomía filosófica de una racionalidad vacía Manuel Sanchis i Marco, Gijón, Ediciones Trea, 290 pp., ISBN 978-84-19525-99-4.
3. (2014) El fracaso de las élites. Lecciones y escarmientos de la Gran Crisis Manuel Sanchis i Marco, Barcelona, Pasado & Presente, 344 pp., ISBN 978-84-94-2890-2-6
4. (2013) The Economics of the Monetary Union and the Eurozone Crisis Manuel Sanchis i Marco, Heildelberg, Springer, Springer Brief in Economics, 109 pp., Prefacio de Paul de Grauwe, ISSN 2191-5504 ISSN 2191-5512 (electronic); ISBN 978-3-319-00019-0 ISBN 978-3-319-00020-6 (eBook).
5. (2011) Falacias, Dilemas y Paradojas. La Economía de España: 1980-2010 Manuel Sanchis i Marco, Valencia, Publicacions de la Universitat de València, Colección Educació. Materials, 291 pp., Prefacio de Ángel Viñas, ISBN 978-84-370-7890-8
6. (2007) Falacias, Dilemas y Paradojas. Píldoras para el buen dormir del economista Manuel Sanchis i Marco, Valencia, Publicaciones de la Universidad de Valencia, Colección Laboratori de Materials, 143 pp., Prefacio de Ángel Viñas, ISBN 978-84-370-6692-9
7. (1988) La Peseta ante el sistema monetario europeo Manuel Sanchis i Marco, Valencia, Edicions Alfons El Magnànim, Prefacio de Jean-Paul Abraham, ISBN 84-00-06767-3.
8. (1988): “The Implications of the Enlargement of the EEC for Monetary Questions: The Spanish Case”. SUERF Papers on Monetary Policy and Financial Systems, 5: 41. ISBN 90-5143-006-X.

## Libros en coautoría
1. (1987) Métodos y Ejercicios de Economía Aplicada Domingo, M.; Fernández, I.; García, L.; Pedreño, A.; Sanchis, M.; Suárez, C., Pirámide, Madrid, 247 pp., ISBN 84-368-0377-9
2. (1984) Introducción a la Economía Aplicada. Ejercicios y Problemas de Estructura Económica Domingo, M.; Fernández, I.; García, L.; Pedreño, A.; Sanchis, M. y Suárez, C., Tebar Flores, Madrid, 227 pp., ISBN 84-7360-052-5
3. (1978) Dinámica Exportadora del País Valenciano Martínez, A.; Fernández, I. y Sanchis, M. Promobanc, Valencia,192 pp., ISBN 84-7366-103-6

## Capítulos de libro
1. (2019): “La estrategia europea para el empleo”. Con Raúl Ramos, Capítulo 12 de Camarero, M; Tamarit, C. (coord.) La Economía de la Unión Europea. Aranzadi, Pamplona, pp. 369-390.
2. (2019): “¿Tiene sentido hablar de la justicia en economía?”, en González-Esteban, E., et al. (eds.): Ética y democracia. Desde la razón cordial. Granada, Comares, pp. 67-73.
3. (2015): “La encrucijada de Europa, luces y sombras para un futuro común”, en Universitat de València, 2015, La encrucijada de Europa. Luces y sombras para un futuro común. Valencia, Universitat de València, pp. 37-46.
4. (2014): “Propuestas de Unión Bancaria europea: Cómo perfeccionar el gobierno del euro y mejorar el gobierno global”, capítulo 9 en Beneyto, J.M. (Dir.): El modelo europeo. Contribuciones de la integración europea a la gobernanza global. Biblioteca Nueva, Madrid, pp. 219-242.
5. (2013): “Política social y mercados de trabajo en la UE”. Con Raúl Ramos, Capítulo 10 de Jordán, J. M. (ed.) La Economía de la Unión Europea. Aranzadi, Pamplona, pp. 347-372.
6. (2008): “Política social y estrategia europea para el empleo”. Con Raúl Ramos, Capítulo 8 de Jordán, J. M. (ed.) La Economía de la Unión Europea. Aranzadi, Pamplona, pp. 295-321.
7. (2006): “De las monedas nacionales al sistema monetario europeo: la aportación de los servicios de la Comisión”, en Ministerio de Industria, Turismo y Comercio (2006): Las políticas Comunitarias. Una visión interna. Revista de economía ICE, Ministerio de Industria, Turismo y Comercio, Madrid, pp. 609-648.
8. (2005): “Política social y estrategia europea para el empleo”. Con José María Jordán Galduf, Capítulo 8 de Jordán, J. M. (ed.) La Economía de la Unión Europea. Aranzadi, Pamplona, pp. 279-301.
9. (2003): “El marco macroeconómico y microeconómico de la conducta vocacional”. Capítulo 2 de Rivas, F. (ed.) Asesoramiento Vocacional. Teoría, práctica e instrumentación. Ariel, Barcelona, pp. 53-72.
10. (2002): “Política social y estrategia europea para el empleo”. Con José María Jordán Galduf, Capítulo 8 de Jordán, J. M. (ed.) La Economía de la Unión Europea. Civitas, Madrid, pp. 271-292.
11. (2002): “Unión monetaria y ajustes en el mercado de trabajo”. Con Raúl Ramos, Capítulo 16 de Jordán, J. M. (ed.) La Economía de la Unión Europea. Civitas, Madrid, pp. 561-588.
12. (2001): “Employment Performance, Economic Growth and Labour Market Adaptability”. Flexibilidad del Mercado Laboral. En Labor Market Flexibility, Proceedings of a Joint United States and European Union Seminar, U.S. Department of Labor, Bureau of International Labor Affairs, Washington D.C., pp. 28-68.
13. (2000): “Employment promotion and transfer payments”. Con Georg Fischer, en Policies Towards Full Employment. OECD, Paris, 2000, pp. 119-132.
14. (2000): “Taxes, benefits and employment”. Capítulo 5 de Employment in Europe 2000, DG de Empleo y Asuntos Sociales, Comisión Europea, Bruselas, pp. 75-84.
15. (1999): “El mercado de trabajo y la política de empleo”. Capítulo 6 de Jordán, J. M. (ed.) La Economía de la Unión Europea. Civitas, Madrid, pp. 243-262.
16. (1999): Cyclical Adjustment of Budget Balances - Autumn 1999. Con Noele Doyle y Philipe Derveaux, DG de Asuntos Económicos y Financieros, Comisión Europea, Bruselas.
17. (1999): Cyclical Adjustment of Budget Balances- Spring 1999. Con Noele Doyle y Philipe Derveaux,DG de Asuntos Económicos y Financieros, Comisión Europea, Bruselas.
18. (1998): Cyclical Adjustment of Budget Balances - Autumn 1998. Con Noele Doyle y Philipe Derveaux,DG de Asuntos Económicos y Financieros, Comisión Europea, Bruselas.
19. (1998): Cyclical Adjustment of Budget Balances - Spring 1998. Con Noele Doyle y Philipe Derveaux, DG de Asuntos Económicos y Financieros, Comisión Europea, Bruselas.
20. (1997): “Los mercados de factores productivos”. Capítulo 6 de Jordán, J. M. (ed.) La Economía de la Unión Europea. Civitas, Madrid, pp. 243-262.
21. (1994): “Los mercados de factores productivos”. Capítulo 6 de Jordán, J. M. (ed.) La Economía de la Unión Europea. Civitas, Madrid, pp. 225-242.
22. (1992): “The Conduct of Monetary Policy in Spain”. Capítulo 6 de 'Spain'. Country Studies, DG de Asuntos Económicos y Financieros, Comisión Europea, Bruselas, 7: 77-83.
23. (1992): “Competitiveness and External Performance in the Catching up Process”. Con Julia Salaverría, Capítulo 2 de “Spain”. Country Studies DG de Asuntos Económicos y Financieros, Comisión Europea, Bruselas, 7: 40-52.
24. (1992): “Public Finance and Fiscal Reform”. Con Enrique Langa, Capítulo 3 de “Spain”. Country Studies, DG de Asuntos Económicos y Financieros, Comisión Europea, Bruselas, 7: 3-65.
25. (1992): “The Efficiency and Constraints on UK Monetary Policy in the Late 1980s”. Capítulo 3 de “United Kingdom”. Country Studies, DG de Asuntos Económicos y Financieros, Comisión Europea, Bruselas, 3: 34-38.
26. (1991): “Monetary and Exchange Rate Policy”. Capítulo 2 de “Portugal”. Country Studies, DG de Asuntos Económicos y Financieros, Comisión Europea, Bruselas, 2: 14-17.
27. (1989): “Spain's Trade and Development Strategies”. Con Juana castillo y Ernest Reig, Capítulo 3 de Yannopoulos, G. N. (ed.) European integración and Iberian economies. MacMillan, Londres, pp. 40-65.
28. (1987): “Algunas consideraciones sobre la entrada de la peseta en el SME”. El Sistema Monetario Europeo como opción para la política económica española. Círculo de Empresarios (ed.), Madrid, pp. 285-303.
29. (1983): “Consideraciones en torno a algunos aspectos de la obra de Román Perpiñá Grau”. Con Teresa Domingo, Ismael Fernández, Leandro García, Andrés Pedreño y Celestino Suárez, Escritos en honor del profesor ROMÁN PERPIÑÁ GRAU, Tomo I, Universidad de Valencia, Valencia, pp. 82-112.
30. (1982): “La integración española en el sistema monetario europeo: reflexiones sobre el papel del tipo de cambio como instrumento de ajuste”. Con Celestino Suárez, Estudios dedicados a Juan Peset Aleixandre, Tomo III, Universidad de Valencia, Valencia, pp. 565-577.

## Artículos en Revistas Académicas
1. (2023): “Can Labor Markets Be Fair? Fairness in Economics and Markets”. Rivista Internazionale di Scienze Sociali, Milan, n.º. 4, pp. 499-517.
2. (2021): “Flexicurity”. En: Maggino, F. (eds) Encyclopedia of Quality of Life and Well-Being Research. Springer, Cham. https://doi.org/10.1007/978-3-319-69909-7_1058-2.
3. (2021): "Fair Labor Market". En: Maggino F. (eds) Encyclopedia of Quality of Life and Well-Being Research. Springer, Cham. https://doi.org/10.1007/978-3-319-69909-7_104647-1.
4. (2016): “Batallas por la unión monetaria: una visión española desde Bruselas”, Salamanca, Studia Historica. Historia Contemporánea, vol. 34, pp. 59-86.
5. (2015): “Franco: una rémora para el desarrollo económico y moral de España”, Hispania Nova, n.º 1 Extraordinario, pp. 257-291, Madrid.
6. (2014): “Flexicurity”, en Michalos AC (ed.). Encyclopedia of Quality of Life and Well-Being Research. Dordrecht, Springer, pp. 2293-2299, ISBN 978-94-007-0752-8.
7. (2012): “¿Qué futuro para el euro?”. Revista Galega de Economía, n.º 21, número extraordinario, Santiago de Compostela, pp. 67-90.
8. (2010): “La flexiguridad como atributo clave de un mercado de trabajo adaptable”. Con Vicente Royuela, Papeles de Economía Española, Madrid, 124: 109-127.
9. (2006): “De las monedas nacionales al sistema monetario europeo: la aportación de los servicios de la Comisión”. Información Comercial Española, n.º 831, Madrid, pp. 251-267.
10. (2000): “Perturbaciones macroeconómicas, políticas de ajuste y adaptabilidad del mercado de trabajo”. Información Comercial Española, Madrid, 784: 123-134.
11. (1989): “L'entrada de la pesseta al SME: Propostes de política económica”. Revista Económica de Catalunya, 12: 79-87.
12. (1989): “España ante el sistema monetario europeo”. Revista de estudios e investigación de las Comunidades Europeas, 10: 465-485.
13. (1988): “La coordinació de les polítiques macroeconómiques a la CEE”. Revista Económica de Catalunya, 7: 84-88.
14. (1986): “Repercusión de la entrada de España en el Sistema Monetario Europeo”. Información Comercial Española, 632: 115-133.
15. (1985): “Los mecanismos de funcionamiento del sistema monetario europeo”. Boletín de Información Comercial Española, 2014: 4189-4195.
16. (1983): “Presentación: Consideraciones en torno a la obra de Robert Triffin”. Estudios y Documentos. Universidad de Valencia, Valencia, 2: 5-13.
17. (1982): “Las iniciativas industriales foráneas en el País Valenciano”. Con Ismael Fernández y Vicent Soler, Información Comercial Española, 586: 89-101.

## Artículos en Otras Revistas y Documentos de Trabajo
1. (2019): “¿Tiene porvenir el Estado social de justicia en Europa?”. El Cuaderno, noviembre, https://elcuadernodigital.com/2019/11/13/tiene-porvenir-el-estado-social-de-justicia-en-europa/, ISSN 2255-5730.
2. (2019): “¿Tiene sentido referirse a la justicia en economía?”. Claves de Razón Práctica, n.º. 266, pp. 104-115.
3. (2018): “Sobre María Zambrano en Pensamiento y poesía en la vida española”. Claves de Razón Práctica, n.º. 259, pp. 106-113.
4. (2017): “Encuentro con Ángel Viñas sobre los sobornos en el entorno de Franco”. La Torre del Virrey. Revista de Estudios Culturales, n.º. 22, 2017/2, pp. 1-3.
5. (2016): “Crítica a la idea de liberación animal de Peter Singer”. La Torre del Virrey. Revista de Estudios Culturales, n.º. 19, 2016/1.
6. (2016): “Una paz cartaginesa para Grecia, Claves de Razón Práctica. nº. 246, pp. 84-93.
7. (2015): “En torno la obra de Schumpeter Capitalismo, socialismo y democracia”. La Torre del Virrey. Revista de Estudios Culturales, n.º. 18, 2015/2, pp. 252-259.
8. (2015): “L’euro en el seu laberint, L’Espill, nº. 50 extraordinario, pp. 110-123.
9. (2015): “Canvi de cicle o estancament secular a l'eurozona?. L’Espill, nº. 49, pp. 111-124.
10. (2014): “A not very common single currency. Past, present, and future of the Euro”. Graspe - Groupe de Réflexion sur l’Avenir du Service Publique Européen, Cahier n.º 23, Bruxelles, junio 2014, pp. 69-81.
11. (2014): “The economics of monetary union and the Eurozone crisis”. Bulletin of EU and US Inflation and Macroeconomic Analysis (BIAM), n.º. 233, Instituto Flores de Lemus, Universidad Carlos III, Madrid, March, pp. 45-50.
12. (2013): “De la ‘idea europea’ a la Constitución de Europa”. La Torre del Virrey. Revista de Estudios Culturales, 2013/1, pp. 1-21.
13. (2012): “La controversia Las Casas-Sepúlveda (1550-51): cuestiones abiertas a la luz del debate”. Escritos del Vedat, vol. XLII, pp. 240-257.
14. (2012): “Libertad y determinismo en Paz en la Guerra de Miguel de Unamuno”. La Torre del Virrey. Revista de Estudios Culturales, 2012/1, pp. 1-10.
15. (2012): “La conspiración de Franco”. La Torre del Virrey. Revista de Estudios Culturales.  2012/1, pp. 1-2.
16. (2012): “Introducción al Môrèh Nebûkîm”. La Torre del Virrey. Revista de Estudios Culturales, n.º. 11, 2012/1, pp. 85-90.
17. (2011): “El casticismo en Miguel de Unamuno”. La Torre del Virrey. Revista de Estudios Culturales, 2011/2, pp. 1-18.
18. (2011): “Anatomy of the Great Recession: 2007-2010. From the ideology of the invisible hand to market failures”. Graspe - Groupe de Réflexion sur l’Avenir du Service Publique Européen, n.º. 17, pp. 21-40.
19. (2010): “La reforma de la contratación en el mercado de trabajo: entre la flexibilidad y la seguridad”. Document de Treball 2010/06, Institut de Recerca en Economia Aplicada Regional i Publica, AQR-IREA Universitat de Barcelona, 46 pp.
20. (1998): “Aspectos fiscales de la unión monetaria”. Colegio de Economistas de Valencia, Valencia, p. 19.
21. (1994): “Money Demand and Monetary Control in Spain”. Con Peter Bekx, Brookings Discussion Papers in International Economics, Brookings Institution, Washington, D.C., 105: 21.
22. (1992): “La Unión Monetaria después de Maastricht”. Economistas, Revista del Colegio de Economistas de Madrid, vol. 13, Madrid, pp. 44-48.
23. (1989): “Las curvas de rendimiento en España: nuevas posibilidades de un instrumento analítico”. Con Jürgen Kröger, Documentos de Trabajo FIES 34: 17 pp.

## Artículos en Prensa
1. El crecimiento en España, una quimera de las cifras”, El Mundo, 2025, 4 julio.
2. La hora de Europa”, Expansión, 2025, 7-8 junio.
3. Un mercado de trabajo disfuncional, Expansión, 2025, sábado, 3-4 de mayo.
4. Competitividad, algo más que costes salariales, Expansión, 2025, martes, 1 de abril.
5. Algunas modestas propuestas favorables al crecimiento, Expansión, 2025, lunes, 10 de marzo.
6. Valencia, lo que la dana deja al descubierto, The Objective, 1 de febrero de 2025, https://theobjective.com/espana/2025-02-01/valencia-dana-descubierto-economia
7. El soberanismo fiscal de Cataluña dinamita la solvencia de España, Expansión, 2024, martes, 8 de octubre.
8. Adiós a Telesforo Marcial Hernández: un historiador singular", Levante 2024, Domingo, 3 de marzo
9. El ráting de España bajo amenaza, Expansión 2024, martes, 13 de febrero, p. 42
10. La amnistía en España desafía las reglas de la UE, Expansión 2023, miércoles, 20 de diciemnbre, p. 55
11. Ahora, la secesión, Expansión 2023, jueves, 16 de noviemnbre, p. 55
12. El dominio de quienes son nuestros iguales, The Objetive 2023, martes, 31 de octubre,
13. La macroeconomía del Dr. Pangloss, The Objetive 2023, miércoles, 26 de julio,
14. El dilema del BCE: ¿recesión o credibilidad?, Expansión 2022, jueves, 8 de septiembre, p. 47
15. ¿Las viejas falacias nunca mueren?, Cinco Días 2022, viernes, 26 de agosto, p. 25
16. Muchas abejas y un solo vuelo, El Mundo 2022, martes, 31 de mayo, p. 24
17. ¿Pueden ser justos los mercados de trabajo?, Expansión 2021, sábado-domingo, 20 de noviembre, p. 51
18. Miseria de la Universidad, ABC 2021, lunes, 30 de agosto, p. 56
19. Verdadera y falsa reforma en la Universidad, El País 2021, viernes, 6 de agosto
20. El optimismo de la inteligencia, con F. Mut, El País 2021, lunes, 5 de abril
21. La fiesta del Chivo, El País 2020, miércoles, 30 de diciembre, p. 12
22. Pasado imperfecto, El País 2020, martes, 1 de septiembre
23. Alemania europea y Europa más soberana, El País 2020, miércoles, 29 de julio, p. 9
24. La amistad en tiempos de desolación, Levante 2020, 22 mayo, p. 24
25. No solo estabilidad, también soberanía, El País 2020, miércoles, 4 de marzo
26. Renovables al servicio del Estado de Justicia, Cinco Días 2018, sábado-domingo, 22-23 de diciembre
27. Una rectora innovadora, con T. Hernández, Levante 2018, sábado, 3 de febrero
28. Cuando la política viola las leyes de la economía, El País 2017, domingo, 31 de diciembre
29. El gran sueño de Jan Abraham, con F. Abraham, Levante 2017, 3 de noviembre
30. Una gran dama de la filosofía, Levante 2017, viernes, 20 de octubre
31. La independencia económica, El País 2017, jueves, 12 de octubre
32. Sueños dorados, amargo despertar, El País 2017, lunes, 19 de junio
33. La primera virtud de la economía, Cinco Días 2016, miércoles, 20 de julio, p. 14
34. Lo urgente es reformar la política, El País 2016, viernes, 15 de enero, p. 14
35. Réquiem por la idea de Europa, El País 2015, jueves, 23 de julio, p. 12
36. El giro copernicano del euro, El País 2015, martes, 30 de junio, p. 12
37. Las élites a examen, El País 2015, jueves, 26 de febrero, pp. 31-32
38. ¿Estancamiento secular?, Cinco Días 2014, viernes, 12 de diciembre, p. 16
39. La corrupción de las élites, El País 2014, martes, 2 de diciembre, pp. 33-34
40. Hacia un nuevo pacto social en Europa, El País 2014, viernes, 27 de junio, p. 29
41. La refundación de Europa, El País 2014, jueves, 22 de mayo, p. 33
42. Políticas distintas para un euro débil, El País 2014, jueves, 1 de mayo, p. 27
43. El paro juvenil, un problema político, con V. Castelló, El País 2014,  viernes, 9 de enero, pp. 25-26
44. Un Berlín europeo que lidere Europa, El País 2013, miércoles, 27 de noviembre, p. 37
45. No solo buenas intenciones, El País 2013, miércoles, 26 de junio, p. 31
46. Lo que Berlín no ve, El País 2013, martes, 19 de marzo, p. 31
47. ¿Hacia dónde mira Alemania?, El País 2012, martes, 11 de diciembre, p. 27
48. Alemania, el euro no es gratis, El País 2012, martes, 4 de septiembre, p. 29
49. Una gran coalición para defender el euro, El País 2012, lunes, 30 de julio, p. 25
50. Bajo el volcán, El País 2012, martes, 10 de enero, p. 29
51. Recuperar el sentido de la realidad, El País 2011, miércoles, 14 de diciembre
52. Alemania nos da gato por liebre, El País 2011, martes, 11 de octubre
53. Clase ociosa valenciana, El País 2011, domingo, 7 de agosto valenciana/elpepuespval/20110807elpval_5/Tes
54. Religión civil valenciana, El País 2011, miércoles, 1 de junio
55. Cuando todo esto pase..., El País 2011, miércoles, 5 de enero
56. Molt poc honorable, El País 2010, sábado, 25 de septiembre
57. La accíon de oro resucita, con M. Hernández, El País 2010, sábado, 3 de julio
58. Seguridad laboral ineficaz, con V. Royuela, Cinco Días 2010, viernes, 18 de junio
59. El cascabel al gato El País 2010, martes, 16 de marzo
60. Sapere aude! El País 2010, martes, 19 de enero, p. 31
61. Universidad responsable, El País 2009– Comunidad Valenciana – Apuntes, viernes, 23 de octubre, p. 6.
62. Un rector a caramull, Levante 2009– La Tercera Columna, 3 de octubre, p. 31.
63. Procrastinar, El País 2009– Opinión, domingo, 20 de septiembre, p. 33.
64. ¿Cambio de modelo sin reforma laboral?, El País 2009– Opinión, viernes 7 de agosto, p. 21.
65. Cambio de modelo y ‘prêt-à-porter’, El País 2009– Opinión, jueves 14 de mayo, p. 29.
66. Deflación ¿la puntilla de la recesión?, El País 2008– Negocios – Laboratorio de Ideas, domingo, 21 de diciembre, p.28.
67. Economía de vuelo sin motor, El País 2008- Opinión, domingo 19 de octubre, p. 29.
68. Flexiguridad del mercado de trabajo, Cinco Días 2008- Opinión, lunes 18 de agosto, p. 10.
69. Negacionismo económico ‘versus’ credibilidad, El País 2008- Opinión, 25 de julio, p. 25.
70. Innovación y crecimiento económico, Cinco Días 2008- Opinión, 8 de julio, p. 14.
71. Una idea motriz para sociedad valenciana, Levante 2008- Opinión, 25 de junio, p. 4. (enlace roto disponible en Internet Archive; véase el historial, la primera versión y la última).
72. España ante la desaceleración global, Levante 2008– Opinión, 23 de marzo, p. 4. (enlace roto disponible en Internet Archive; véase el historial, la primera versión y la última).
73. Marana Tha. Levante 2008- Opinión, 15 de febrero, p. 4.
74. Lisboa antigua y señorial…, El País 2008 – Opinión, 12 de febrero, p. 33.
75. La inmigración y el sueño español, et al., Levante 2008 – Opinión, 17 de enero, p. 3. (enlace roto disponible en Internet Archive; véase el historial, la primera versión y la última).
76. ¿Minirecesión en primavera?, El País 2007 – Economía, 12 de noviembre, p. 24.
77. Ahorro, crecimiento y pacto tecnológico, El País 2006 – Economía, 18 de marzo, p. 60.
78. Flexibilidad y adaptabilidad de los mercados de trabajo de la UE, Levante – El Mercantil Valenciano, 16 de marzo, p. 2.
79. Un mercado único del seguro. Hacia un nuevo modelo europeo, El País 1992 – Economía, 20 de noviembre.